# Calyptotis
Calyptotis — рід сцинкоподібних ящірок родини сцинкових (Scincidae). Представники цього роду є ендеміками Австралії.

## Види
Рід Calyptotis нараховує 4 види:
- Calyptotis lepidorostrum Greer, 1983
- Calyptotis ruficauda Greer, 1983
- Calyptotis scutirostrum (Peters, 1873)
- Calyptotis temporalis Greer, 1983

## Етимологія
Наукова назва роду Calyptotis походить від сполучення слів дав.-гр. καλυπτος — прихований, прикритий і ωτις — вуха.